# 乌斯季纽克扎村委员会
乌斯季纽克扎村委员会（俄语：Усть-Нюкжинский сельсовет）是俄罗斯联邦阿穆尔州腾达区所属的一个村委员会。其下辖有1个居民点，行政中心为乌斯季纽克扎。据2016年统计，该村委员会的人口为583人。